# مطار موغيلف
مطار موغيلف (بالبيلاروسية؛ Аэрапорт Магілёў): (إياتا: MVQ، إيكاو: UMOO) هو مطار يقع في ماهيليون، روسيا البيضاء.